# Afghansk-kinesiska gränsen

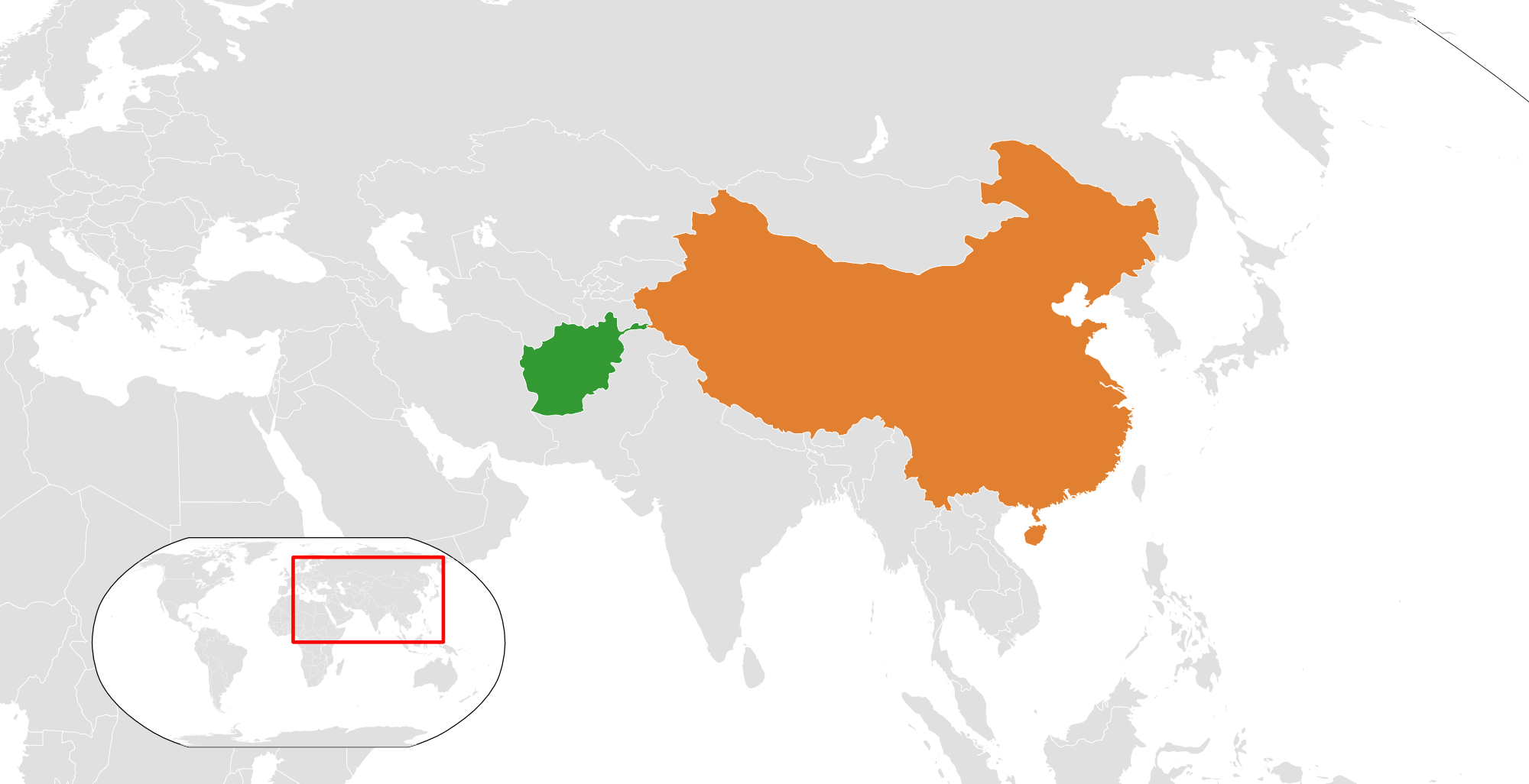
Afghanistan (i grönt) och Kina (i orange).

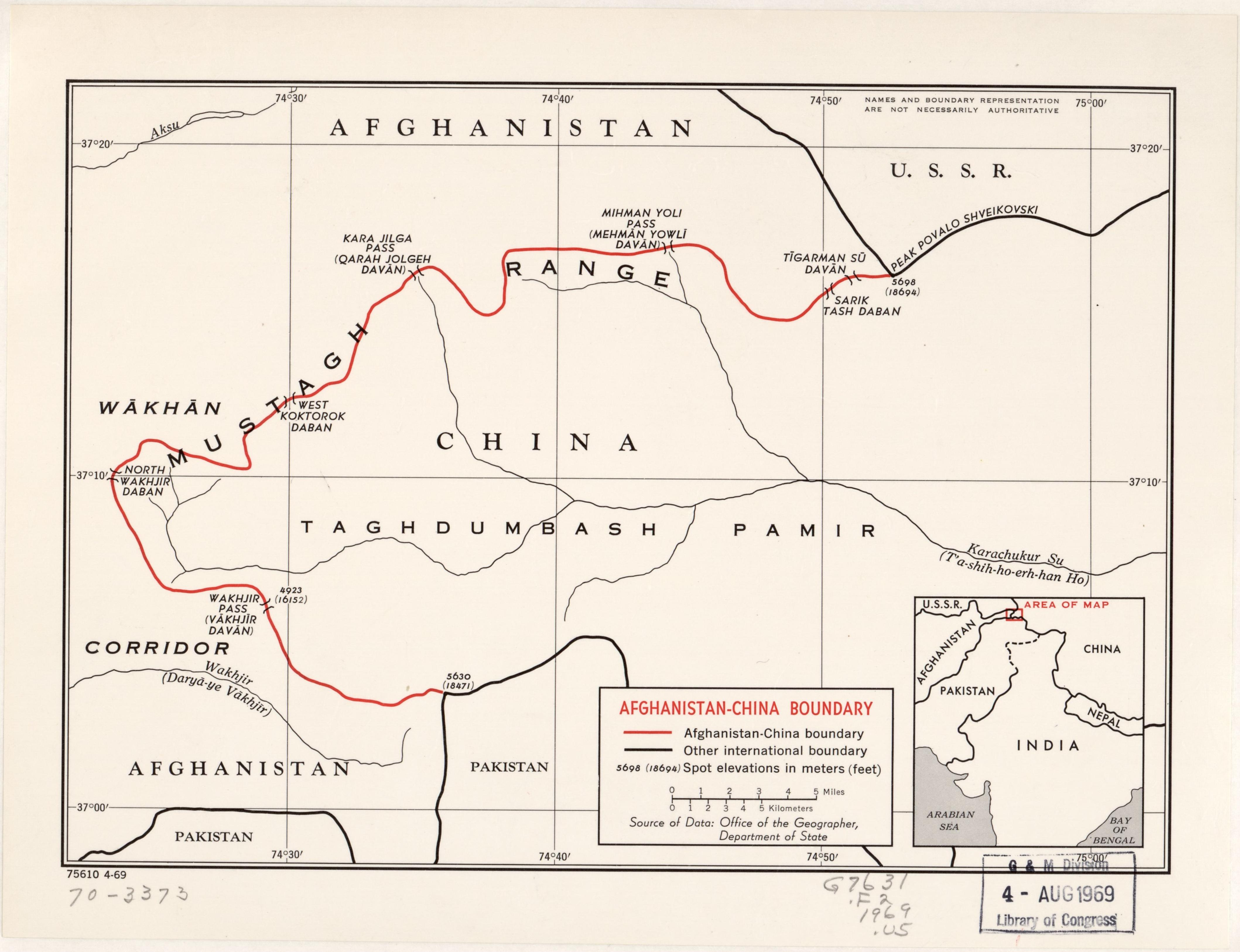
Gränsen utsatt på en karta från 1969.

Afghansk-kinesiska gränsen är en 91 kilometer lång riksgräns mellan östra Afghanistan provinsen Badakhshan och västra Kina autonom region Xinjiang. Dess sträckning är en följd av det stora spelet i slutet av 1800-talet, men gränsen ratificerades först år 1963.
Den går från trelandspunkten mellan Pakistan, Afghanistan och Kina och följer vattendelaren längs bergskedjan Mustagh som är en utlöpare från Karakoram och slutar i trelandspunkten mellan  Tadzjikistan, Afghanistan och Kina. Gränsen korsas av flera bergspass, bland andra det 4 923 meter höga 
Wakhjirpasset i norr och det 4 827 meter höga Tegermansupasset i söder.
Längs gränsen finns två skyddade naturområden, Wakhan nationalpark i Afghanistan och Rashkurans naturreservat i Kina. Tidskillnaden mellan länderna är med 3,5 timmar den största vid någon gräns med UTC+4:30 i Afghanistan och UTC+08:00 i Kina (Pekingtid).
Gränsområdet är en del av  sidenvägen men passen är endast öppna för lokalbefolkningen. År 2009 förhandlade Afghanistan med Kina om att öppna Tokemansupasset för styrkor som bekämpade Taliban och senare samma år kom USA:s president Barack Obama med en liknande uppmaning. Passet är dock fortfarande stängt, troligen på grund av situationen i Xinjiang. Wakhjirpasset har hittills huvudsakligen använts av opiumsmugglare från Afghanistan, men Kina har börjat bygga en väg genom passet som skall förbinda Afghanistan med Karakoramvägen.